# Bistum Cachoeiro de Itapemirim
Das Bistum Cachoeiro de Itapemirim (lateinisch Dioecesis Cachoëirensis de Itapemirim, portugiesisch Diocese de Cachoeiro de Itapemirim) ist eine in Brasilien gelegene römisch-katholische Diözese mit Sitz in Cachoeiro de Itapemirim im Bundesstaat Espírito Santo.

## Geschichte
Das Bistum Cachoeiro de Itapemirim wurde am 16. Februar 1958 durch Papst Pius XII. aus Gebietsabtretungen des Bistums Espírito Santo errichtet. Es ist dem Erzbistum Vitória als Suffraganbistum unterstellt.

## Bischöfe von Cachoeiro de Itapemirim
- Luís Gonzaga Peluso, 1959–1985
- Luiz Mancilha Vilela SS.CC., 1985–2002, dann Koadjutorerzbischof von Vitória
- Célio de Oliveira Goulart OFM, 2003–2010, dann Bischof von São João del Rei
- Dario Campos OFM, 2011–2018, dann Erzbischof von Vitória
- Luiz Fernando Lisboa CP, seit 2021